# Peuceptyelus wegneri
Peuceptyelus wegneri är en insektsart som beskrevs av Victor Lallemand och Synave 1953. Peuceptyelus wegneri ingår i släktet Peuceptyelus och familjen spottstritar. Inga underarter finns listade i Catalogue of Life.